# テオドール・キッテルセン
テオドール・セヴェリン・キッテルセン (Theodor Severin Kittelsen、1857年4月27日-1914年1月21日)は、ノルウェーの画家。ノルウェーで最も人気のある画家の一人である。主に自然を描いた絵画 (風景画)と、伝説や説話の絵画、特にノルウェーの伝承に登場する妖精、トロールを描いた絵画が代表的な作品である。

## 経歴
テオドール・キッテルセンは、ノルウェー南部ブラッツベルグ県の沿岸の街、クラーゲリョーで生まれる。テオドールの父はテオドールの幼少時に、貧困の中で妻とテオドールを含む8人の子供を残して亡くなっている。このため、テオドールはわずか11歳で時計職人に弟子入りしている。17歳の頃、ディートリヒ・マリア・オール (Diderich Maria Aall) が彼の才能を発掘し、クリスチャニア（現在のオスロ）のヴィルヘルム・フォン・ハンノ (Wilhelm von Hanno) の芸術学校で学ぶことになる。更にオールからの潤沢な支援によって、バイエルン王国（現ドイツ）のミュンヘンに留学している。しかし、1879年になるとオールがキッテルセンの支援を行うことができなくなってしまう。このため金銭的に困窮したキッテルセンは、新聞や雑誌の製図工として働き稼がなければならなかった。
1882年からパリへ留学するための奨学金が付与され、パリで芸術を学んでいる。それから5年後の1887年にノルウェーに戻る。ノルウェーに戻ると、彼はノルウェーの自然から大きなインスピレーションを受ける。ノルウェーに帰ってからの2年間、キッテルセンは彼の姉妹とその夫の住むノルウェー北部のロフォーテン諸島で過ごしている。また、この頃からキッテルセンは描いた絵画に文章をつけるようになった。
テオドール・キッテルセンと家族は、1899年からノルウェー南部のブスケルー県プレストフォスの近くに家とラウヴリア (Lauvlia) と名付けたアートスタジオでの生活をスタートしている。ここでの活動は、キッテルセンの芸術活動において、最も良いものとなった。この期間中には、ノルウェー民話収集家のペテル・クリスティン・アスビョルンセンとヨルゲン・モーによって書かれたノルウェー民話集の挿絵の仕事を請け負っている。1908年には、ノルウェー王国の聖オラフ勲章を受章しナイトとなった。しかし、これから間もなく体調を崩すようになり、1910年にはラウヴリアを売却せざるを得なくなった。1911年には、芸術家への給付金も支給されるようになるが、1914年1月14日、ノルウェー南部のエストフォル県モス近くのイェロヤで死去した。56歳没。
テオドール・キッテルセンの絵は、ロマン主義とナイーブ・ペインティングの間に分類される。ノルウェーでは、自国の画家として高い尊敬を集め、広く知られている画家である。しかしその一方で、国際的に認められた画家やアーティストに含まれることは少なく、ノルウェー国外ではあまり知られていない画家でもある。

## ラウヴリア
テオドール・キッテルセンが画家として活動したアートスタジオ兼自宅のラウヴリアは、プレストフォスの北、国道287号線傍に位置しており、ソネレン湖の傍の風光明媚な場所であった。ソネレン湖の北数キロの位置に、ソネレン湖を見下ろすアンネシュナッテン山があり、キッテルセンの有名な風景画のいくつかはこの山にインスパイアされている。キッテルセンの生前に売却されたラウヴリアであるが、現在保存されており、キッテルセンの作品を展示するプライヴェート美術館となっている。ラウヴリアはキッテルセンの木彫り彫刻や壁画で飾られている。また、キッテルセンの作品の展示は毎年変更されており、これと同時に子供達の絵画教室も行われる。この展示変更は、ローテーションして行われている。

## その他
- ノルウェー出身のブラックメタルバンド、バーズムとサテリコンは、キッテルセンの絵をアルバムのディスクジャケットに用いている。特にキッテルセンの本『Svartedauen』から用いられている物が多い。

## 作品

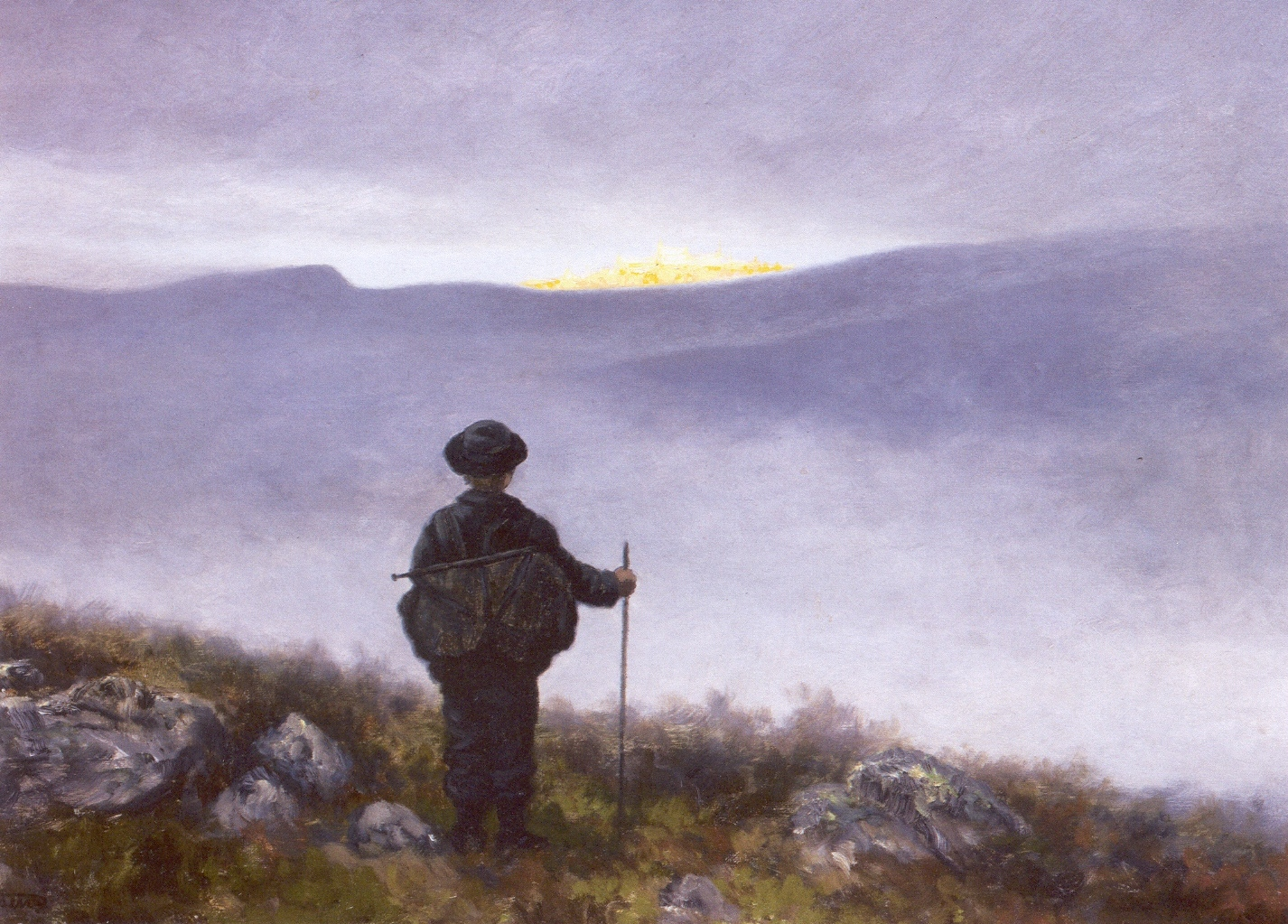
Soria Moria from Norske Folkeeventyr
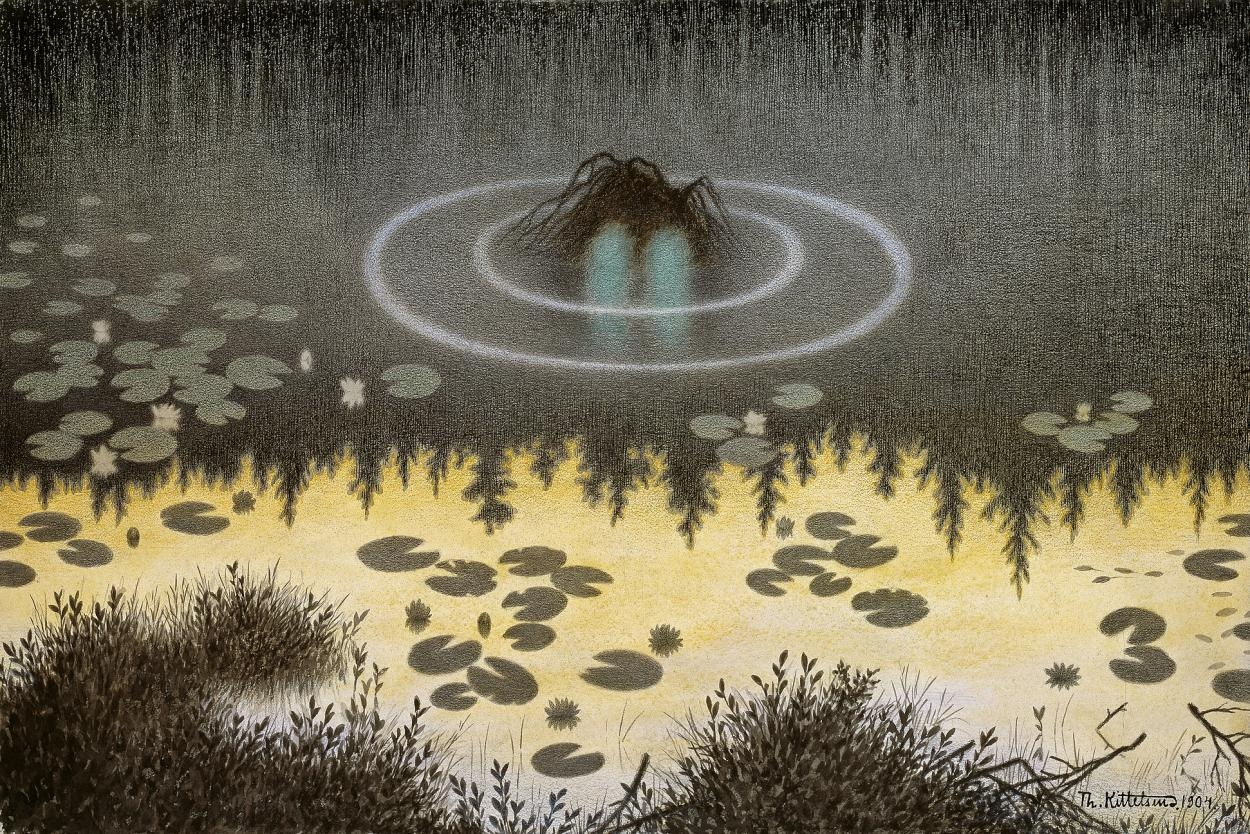
Nøkken, 1887-92 (The Water Spirit)
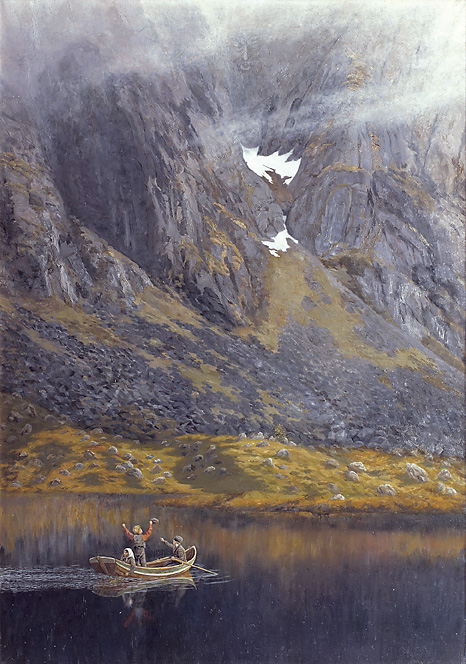
Ekko 1888. (Echo)
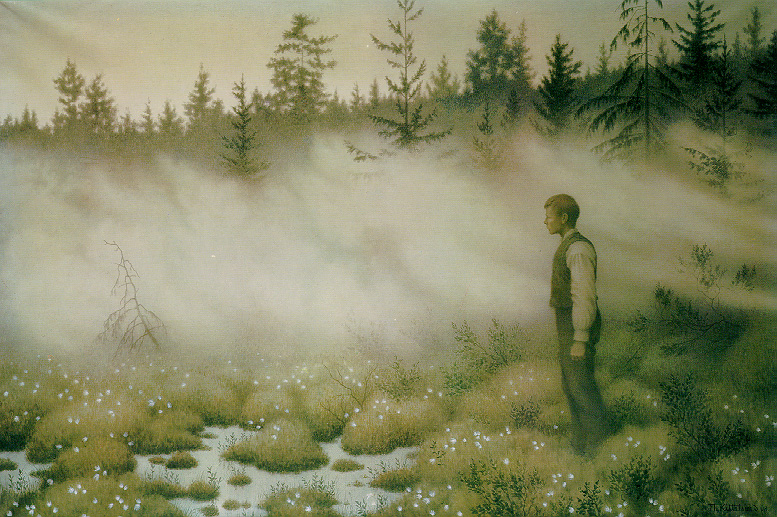
Alfen det forsvant (The Fairy That Disappeared)
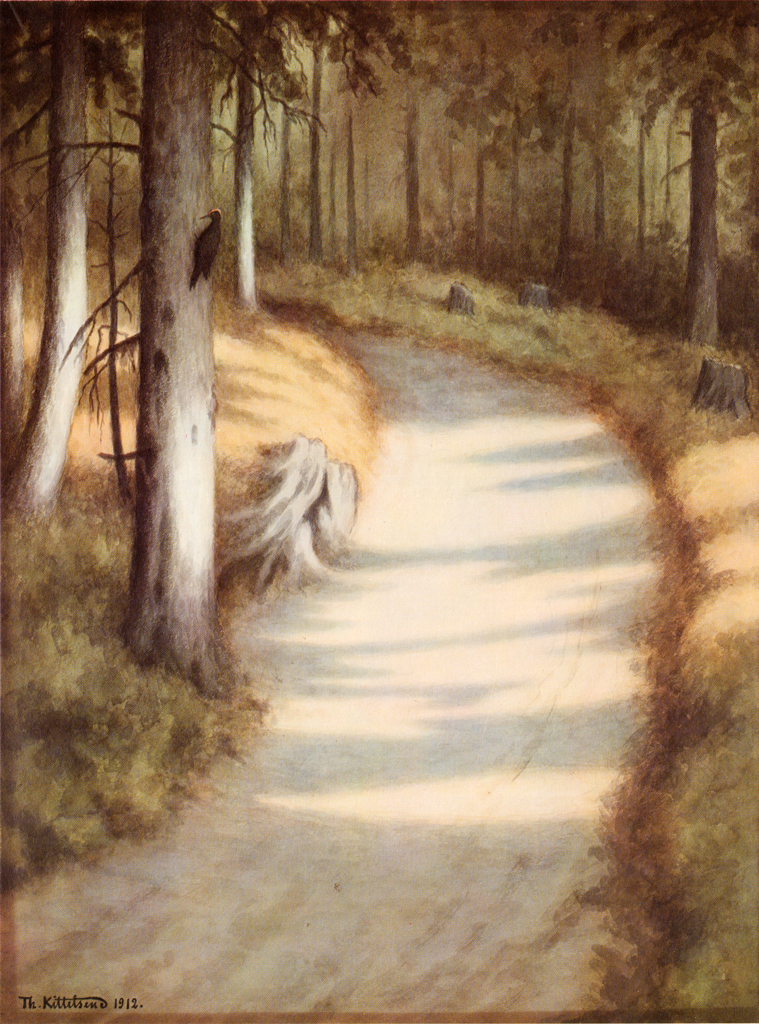
Hakkespett, 1912 (Woodpecker)
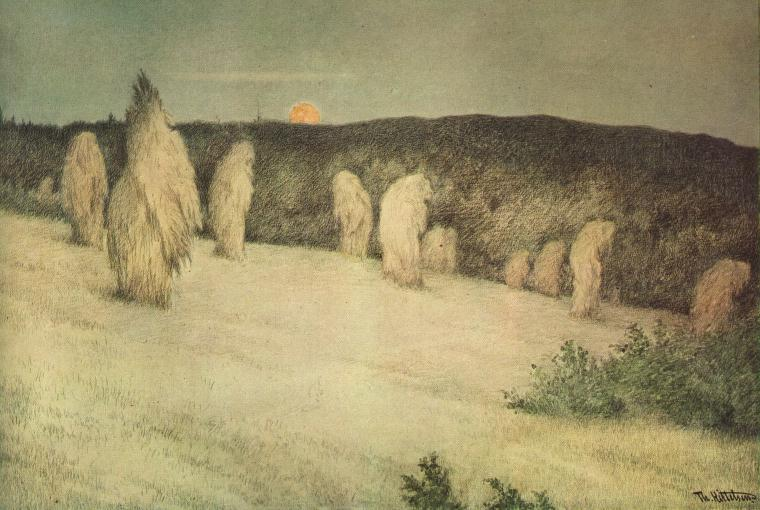
Kornstaur i måneskinn, ca. 1900 (Stooks of Grain in Moonlight)
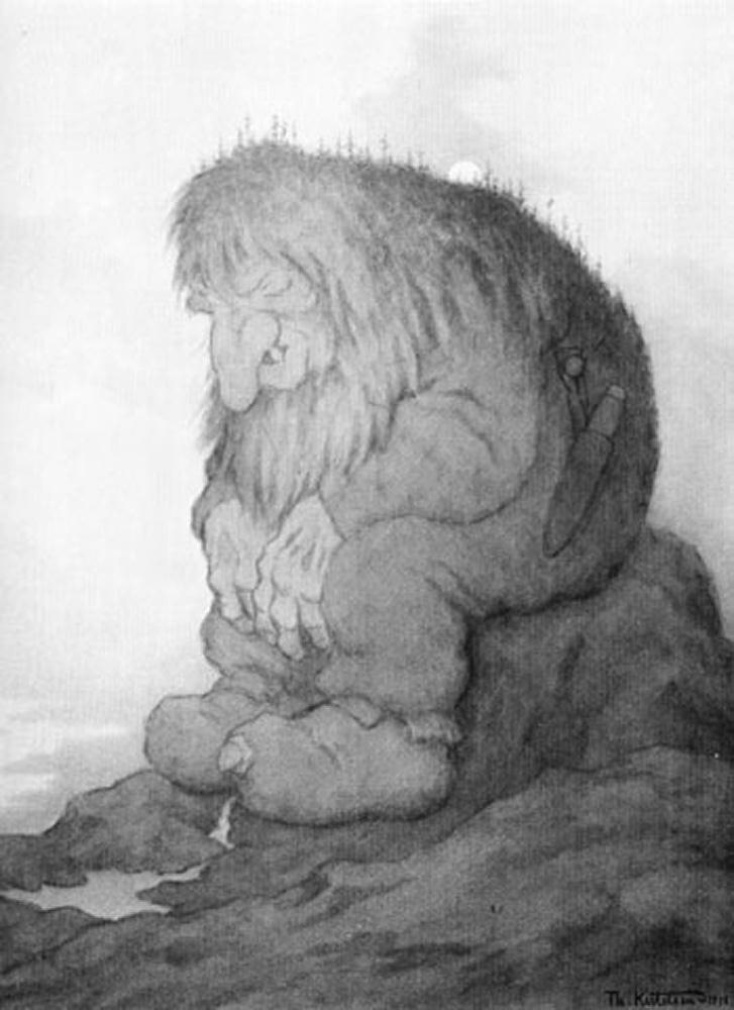
Trollet som grunner på hvor gammelt det er, 1911 (Troll wonders how old he is)
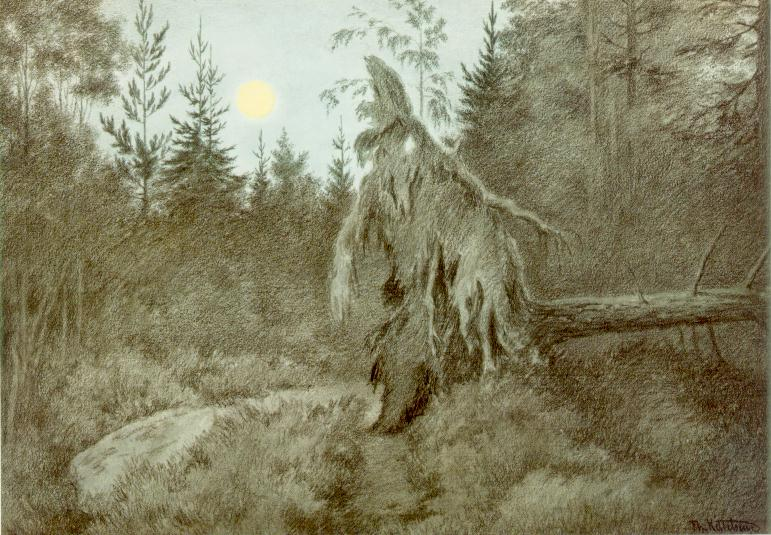
Det rusler og tusler rasler og tasler, 1900 (Creepy, Crawly, Rustling, Bustling)
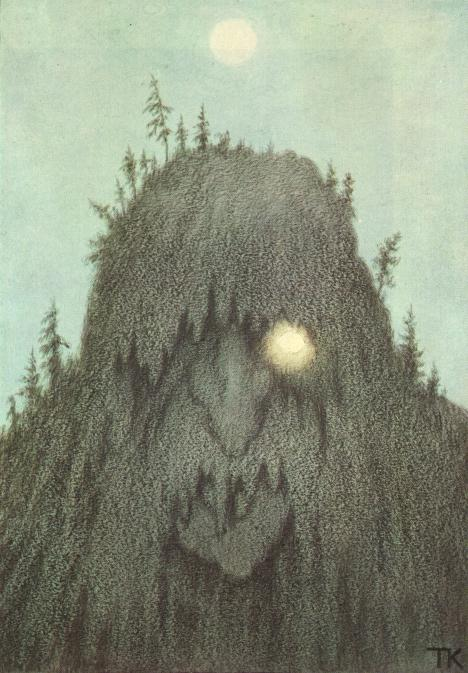
Skogtroll, 1906 (Forest Troll)
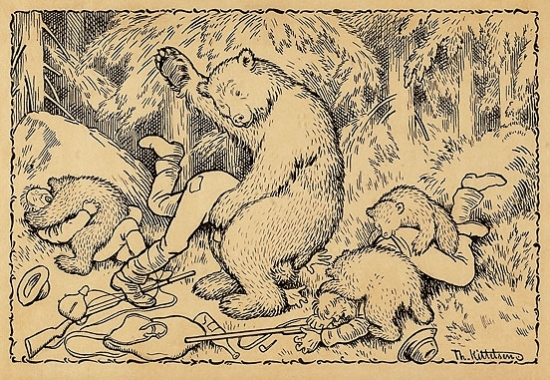
En uheldig bjørnejakt. (An Unfortunate Bear Hunt)
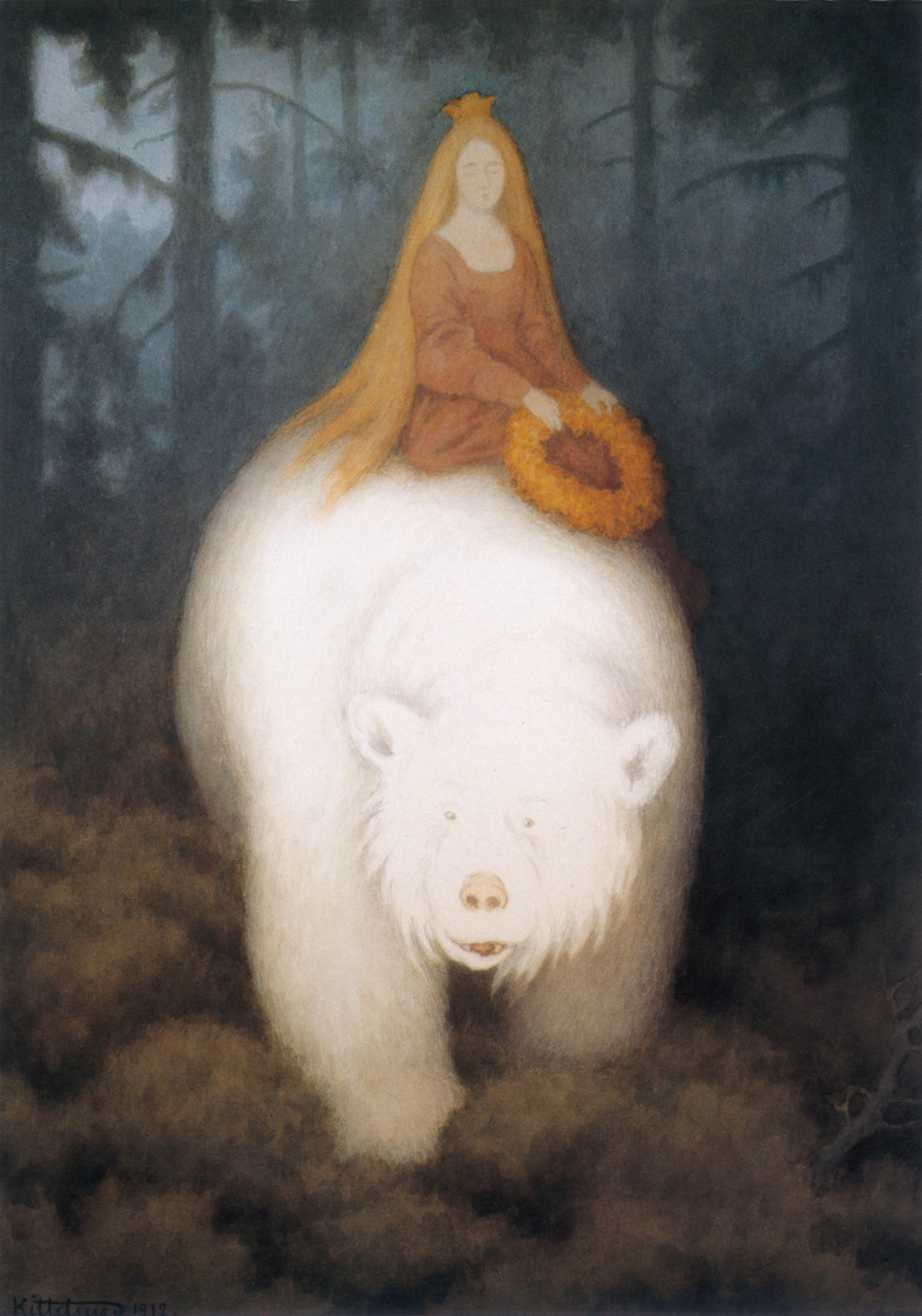
Kvitebjorn - Kong Valemon .1912  (The Polar Bear King)
Op under Fjeldet toner en Lur .1900 (Up in the Hills a Clarion Call rings out)
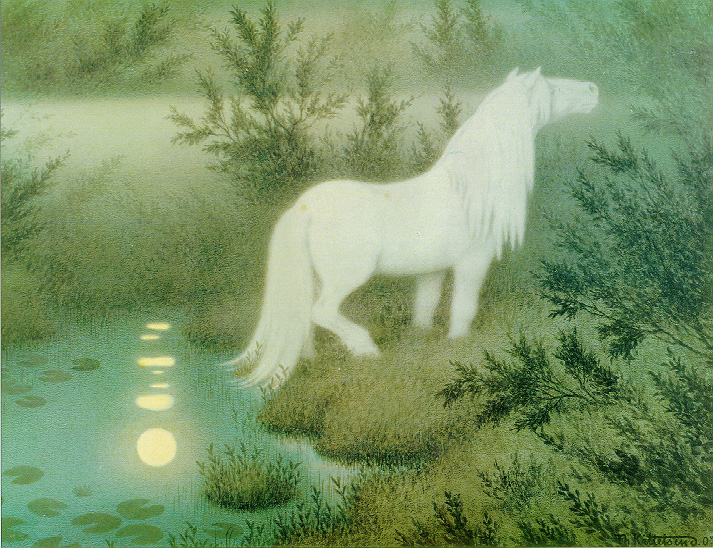
noekken som hvit hest .1909 (The Nix as a brook horse)
Juletroll .1907 (Christmas Troll)
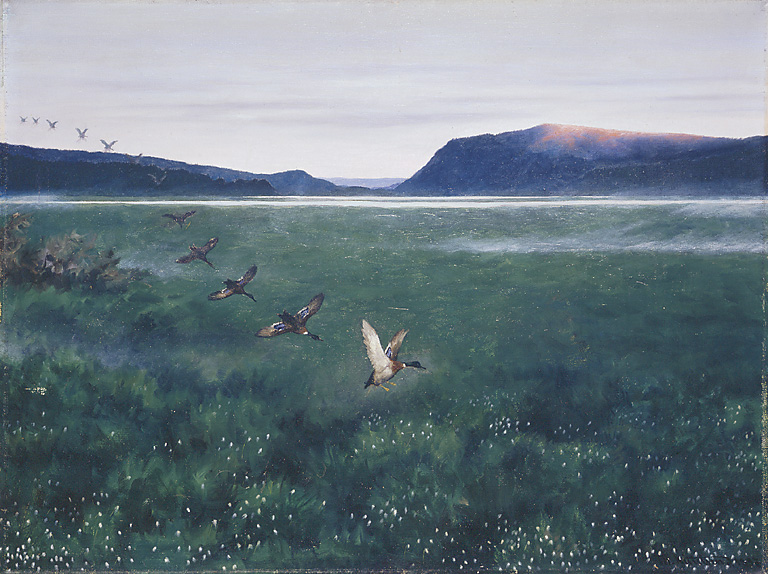
12 villender .1897 (The 12 wild ducks)
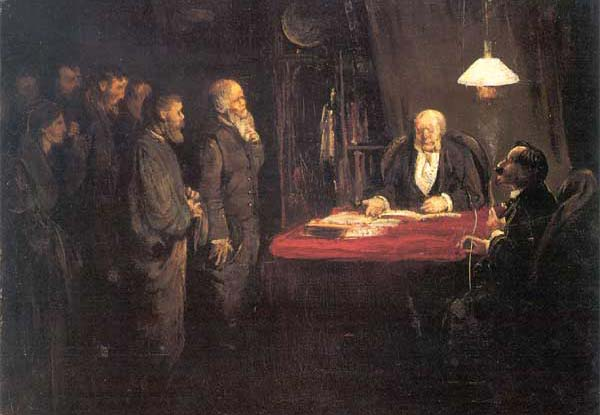
Streik .1879 (Strike action)
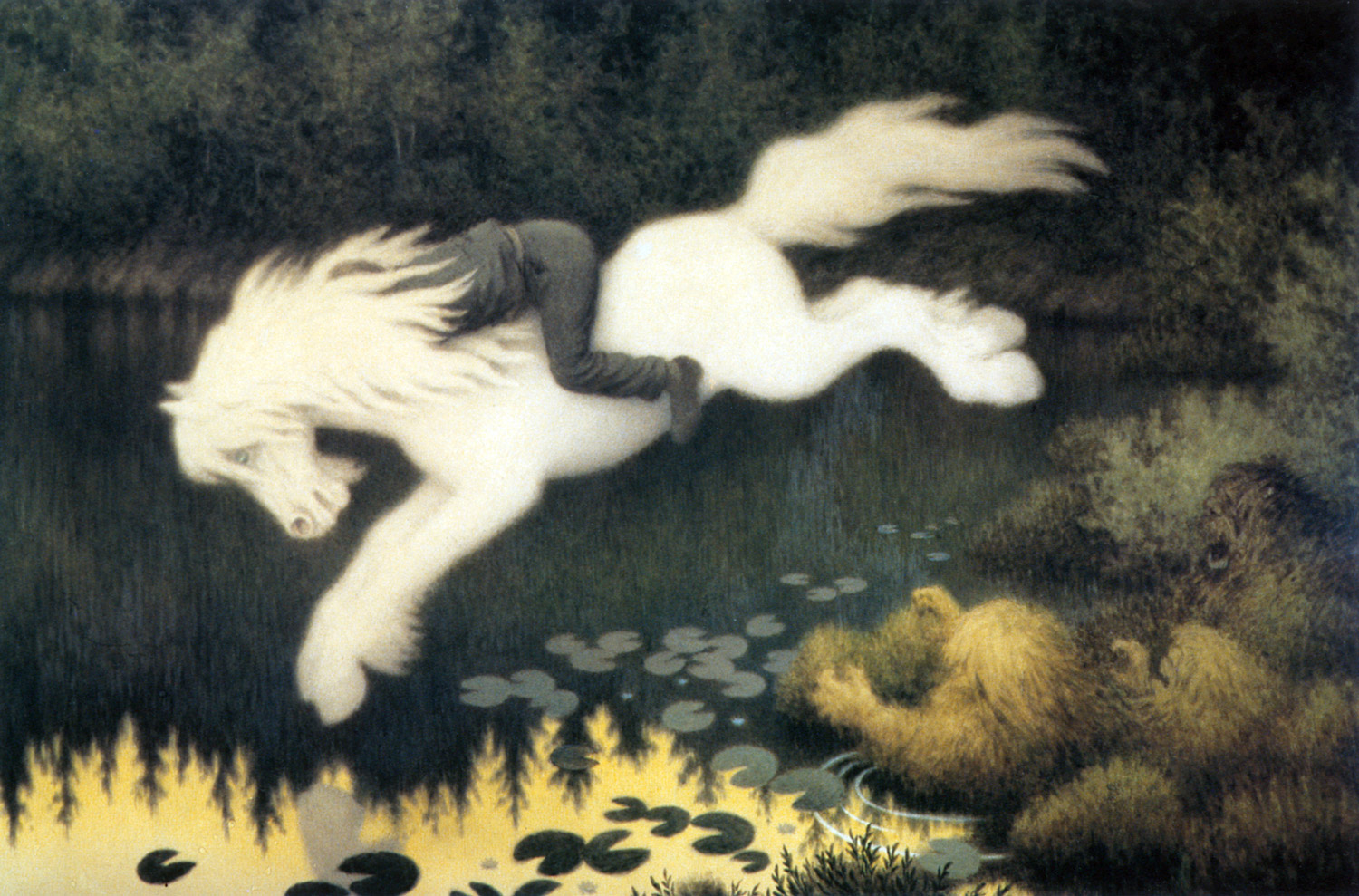
Gutt på hvit hest (Boy on white horse)
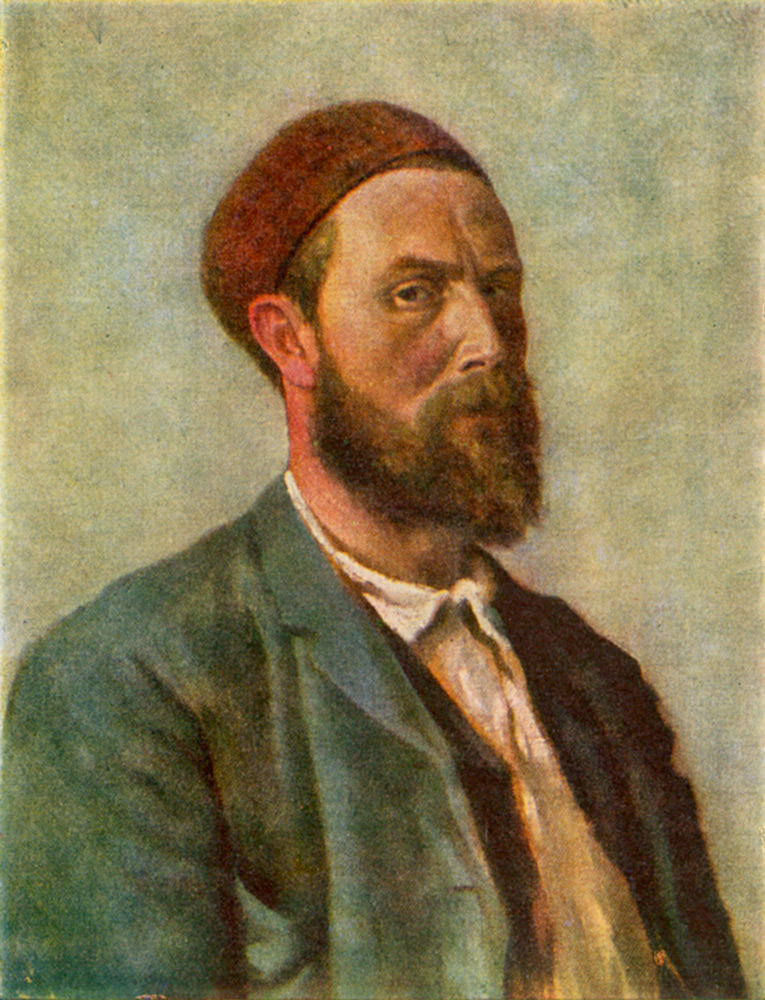
selvportrett. 1891 (Self Portrait)

### 『Svartedauen』のイラスト

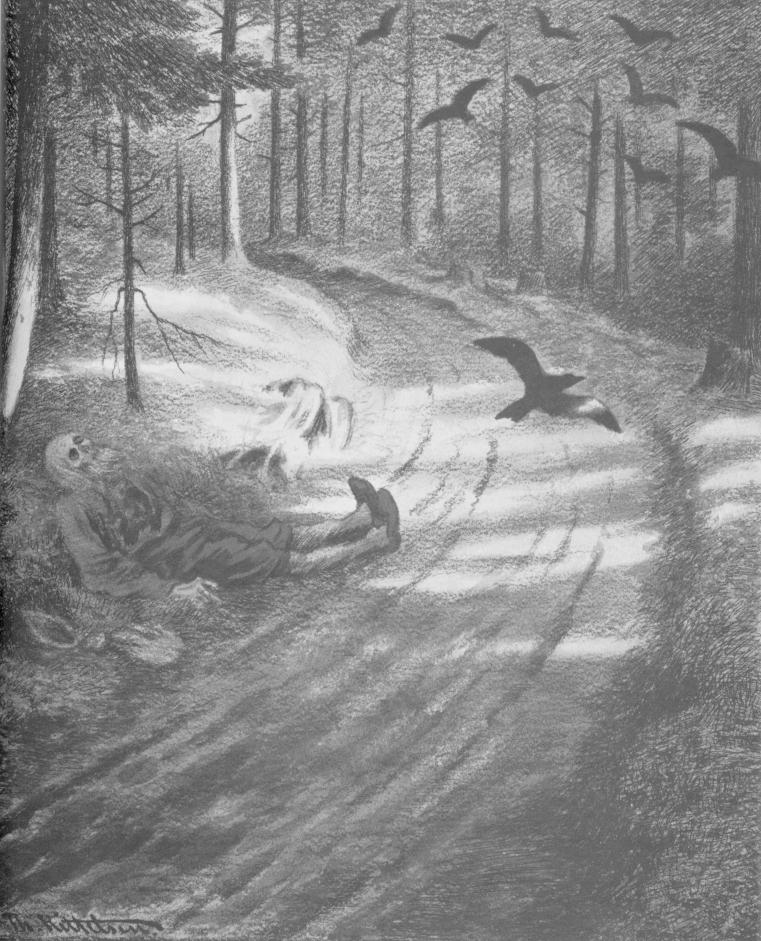
Fattigmannen, 1894-95 (The Pauper)
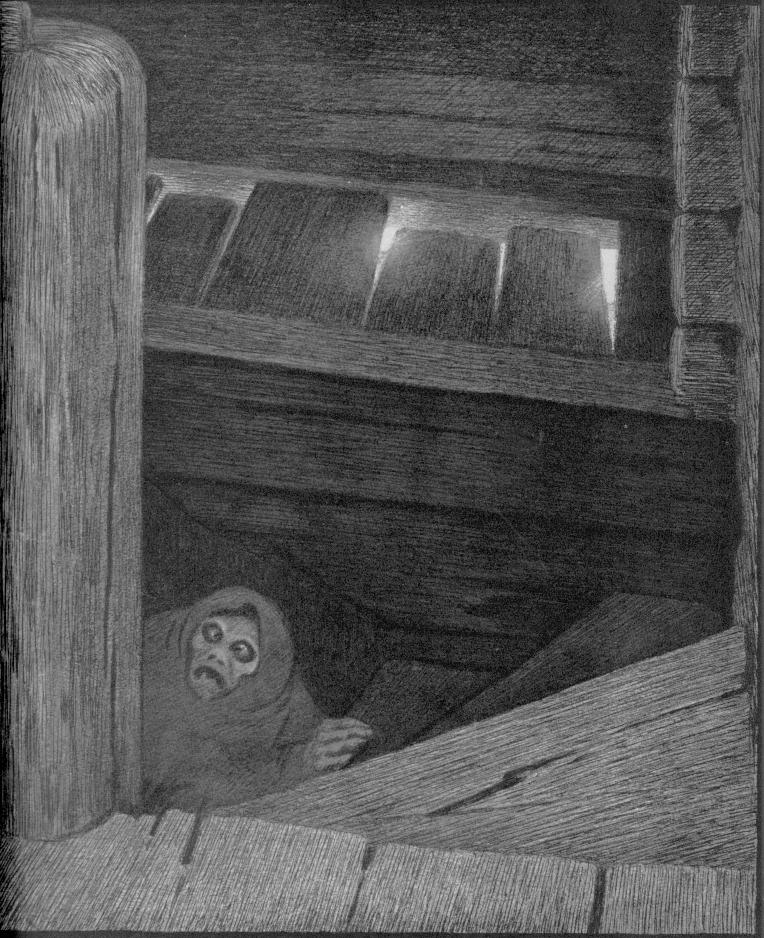
Pesta i trappen, 1896 (Plague on the Stairs)
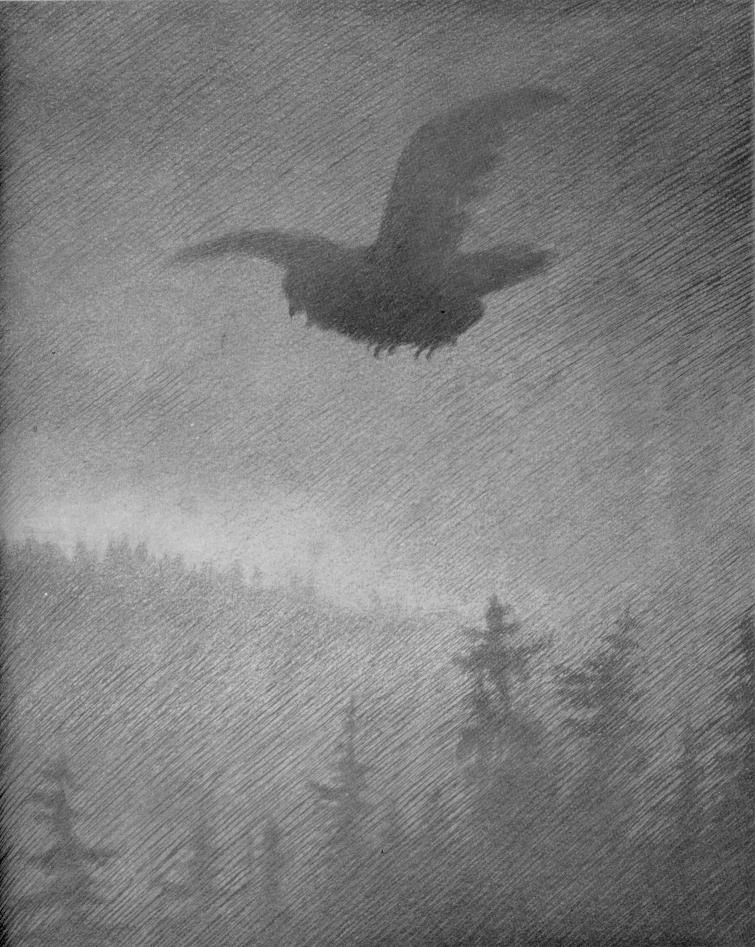
Pesta Kommer, 1894-95 (Plague's Coming)
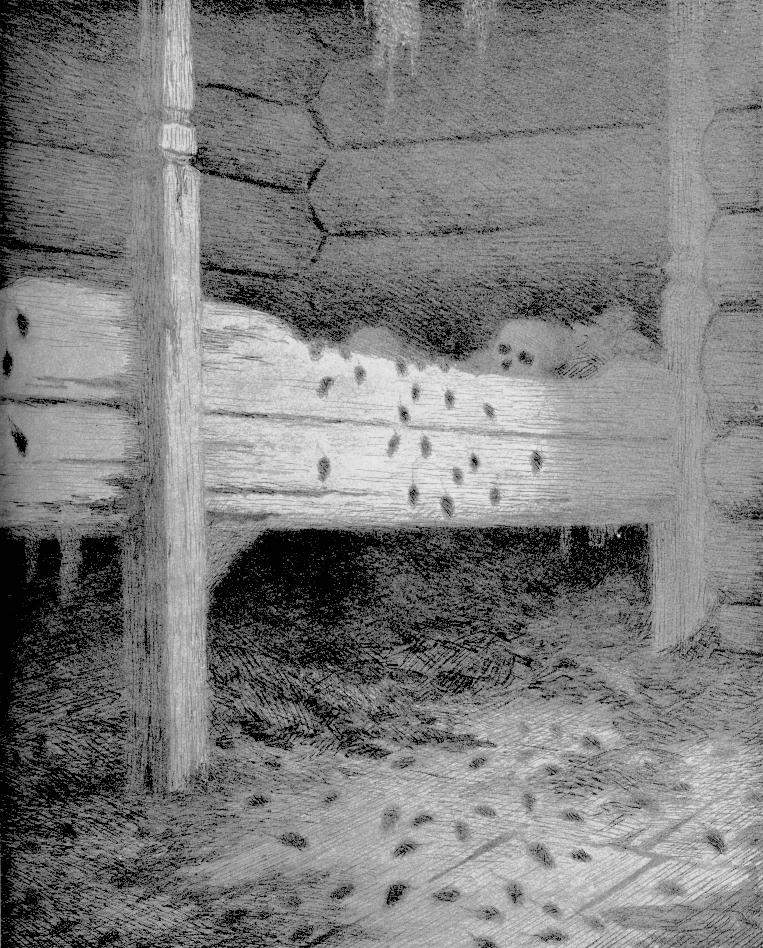
Musstad, 1896

## ビブリオグラフィー
テオドール・キッテルセンによって挿絵された書籍:
- Fra Livet i de smaa Forholde I-II (1889–1890)
- Fra Lofoten I-II (1890–1891)
- Troldskab (1892)
- Glemmebogen (1892)
- Har dyrene Sjæl? (1894)
- Kludesamleren (1894)
- Im Thierstaate (1896)
- Ordsprog (1898)
- Svartedauen (1900)
- Billeder og Ord (1901)
- Folk og trold. Minder og drømme (1911)
- Soria Moria slot (1911)
- Løgn og forbandet digt (1912)
- Heimskringla (1914)